# Kelurahan Ploso (administrativ by i Indonesien, lat -7,62, long 111,90)
Kelurahan Ploso är en administrativ by i Indonesien.   Den ligger i provinsen Jawa Timur, i den västra delen av landet, 600 km öster om huvudstaden Jakarta.